# Вєнцеслав Новак
Вєнцеслав Новак (хорв. Vjenceslav Novak; 11 вересня 1859, Сень —†20 вересня 1905, Загреб) — хорватський письменник, журналіст, перекладач, музичний критик. Мав прізвисько «Хорватський Бальзак».

## Життєпис
Народився у м. Сень 1859 року. Його батько був чехом за національністю, а мати німкенею з родини баварців, що перебралися до Хорватії. Навчався спочатку у своєму рідному місті, а потім в Загребі.
У 1879 році влаштувався на посаду вчителя у м. Сень, на якій перебував до 1884 року. В цей час, у 1881 році, розпочинається його літературна діяльність. З 1884 року навчався музиці у Празі, після завершення якого у 1887 році влаштувався вчителем музики до педагогічного коледжу Загреба. Помер від сухот у Загребі у 1905 році.

## Творчість
Для прози Новака характерні соціальні теми, часто звертався до зображення села. У романі «Павло Шегота» (1888 рік) показано вплив міста на людину, яка пішла із села. Побут і звичаї села зображені в «Підгірських оповіданнях» (1889 рік).
В традиціях Августа Шеноа створює роман «Під Нехаєм» (1892 рік), присвячений проблемі національно-визвольної боротьби в Хорватії.
У романі «Нікола Баретич» (1896 рік) письменник критикував ідеали буржаузного суспільства і протиставляв йому «природне життя». В цьому романі позначається вплив модернізму.
У романі «Останні Стіпанчичі» (1899 рік) події епохи ілліризму проектуються на сучасність, тема його — розвиток капіталізму, зростання міст і розорення дворянства. Роман відрізняється стрункістю розвитку сюжету, глибиною психологічного аналізу.
У повістях «З підвалів великого міста» і «В бруд» Вєнцеслав Новак зображує життя робочої бідноти, бездомних і знедолених.
Наприкінці життя у творчості письменника посилюється суб'єктивізм, що відчутно у романі «Два світи» (1901 рік), «Перепони» (1905 рік), а також проявляється натуралізм у романі «Тіто Дорчич».
Також Новак професійно займався створенням музики. Найвагомішим твором є «Гармонія» 1890 року — збірка музичних композицій для органу.